# Tim Kennedy (homme politique)
Pour les articles homonymes, voir Kennedy.
Ne doit pas être confondu avec Tim Kennedy.
Timothy Martin Kennedy, dit Tim Kennedy, né le 20 octobre 1976 à Buffalo (État de New York), est un homme politique américain. Membre du Parti démocrate, il est élu à l'Assemblée de l'État de New York de 2011 à 2024 avant d'entrer à la Chambre des représentants des États-Unis la même année.

## Biographie

### Jeunesse et débuts en politique
Tim Kennedy naît le 20 octobre 1976 à Buffalo dans l'État de New York d'une famille irlando-américaine. Il obtient une licence puis une maitrise en ergothérapie de l'université de D'Youville (en). Entre 1999 et 2010, il occupe le poste d'ergothérapeute auprès de Catholic Health, un prestataire de soins privé.
En 2004, à l'âge de 28 ans, Kennedy est nommé à la législature du comté d'Érié pour remplacer Mark J. F. Schroeder. Il est réélu en 2005 avec 72 % des voix et en 2007 sans opposition.

### Représentant des États-Unis
À la suite de la démission de Brian Higgins, Kennedy se présente pour devenir le nouveau représentant du 26e district de l'État de New York. Il est élu le 30 avril 2024 face au républicain Gary Dickinson.
Après avoir prêté serment, il devient représentant des États-Unis le 6 mai 2024. Kennedy rejoint la New Democrat Coalition, le caucus centriste du groupe démocrate à la Chambre des représentants.
Il est réélu le 5 novembre suivant avec 65,2 % des voix. 

## Historique électoral

### Chambre des représentants des États-Unis
| Année           | Tim Kennedy | Républicain |
| --------------- | ----------- | ----------- |
| Année           |             |             |
| 2024 (spéciale) | 68,06 %     | 31,72 %     |
| 2024            | 65,2 %      | 34,8 %      |